# Zwięczyca
Zwięczyca – część Rzeszowa, dzielnica niestanowiąca jednostki pomocniczej gminy, powstała po przyłączeniu do miasta całości wsi Zwięczyca (pierwsze fragmenty przyłączono do Rzeszowa w roku 1902 i 1951). Rada Ministrów wydała pozytywną decyzję w sprawie przyłączenia ówczesnej wsi Zwięczyca (jako jednej z czterech) do Rzeszowa już w 2005 roku. Jednak dzielnica na skutek zmian tej decyzji stała się częścią miasta dopiero z dniem 1 stycznia 2008 roku. Przed przyłączeniem do Rzeszowa w roku 2008 Zwięczyca należała do gminy Racławówka (do 1 lipca 1976 roku), a od 2 lipca 1976 – po przeniesieniu i scaleniu w Polsce wielu siedzib gmin wiejskich) – do gminy Boguchwała. 
Wieś Zwięczyca, położona w powiecie przemyskim, była własnością Stanisława Herakliusza Lubomirskiego, została spustoszona w czasie najazdu tatarskiego w 1672 roku. 
8 czerwca 1943 Gestapo z pomocą ukraińskiego oddziału z Dywizji SS „Galizien” spacyfikowało wieś. Zamordowano 19 osób, a 24 mieszkańców wywieziono do obozu w Pustkowie. 
Znajduje się tutaj siedziba parafii św. Józefa, należącej do dekanatu Boguchwała, diecezji rzeszowskiej.
W 1979 Zwięczyca została odznaczona Krzyżem Partyzanckim.